# Sigla
Sigla, neboli lokační značka knihovny, je značka nebo zkratka názvu knihovny a užívá se k jednoznačné identifikaci instituce např. v souborných katalozích nebo při meziknihovní výpůjční službě. Jedná se o kombinaci šesti znaků – tří abecedních a tří číselných, každý z nich má určitý význam. Znaky zůstávají stejné i při přejmenování knihovny nebo změně sídla instituce. Sigla je knihovnám udělována Oddělením souborných katalogů pod Národní knihovnou ČR.

## Význam jednotlivých znaků
Velká písmena na prvním a druhém místě plní funkci geografického znaku, jsou odvozena z běžně užívaných zkratek bývalých okresních měst. Velké písmeno na třetí pozici vyjadřuje typ knihovny:
A – ústřední knihovny
B – knihovny ústavu Akademie věd ČR
C – knihovny ostatních ústavů
D – vysokoškolské knihovny
E, H – knihovny státní správy, veřejných institucí, kulturních, zájmových a společenských institucí, lékařské knihovny zdravotnických zařízení a církevní knihovny
F – knihovny podniků, závodů, projektových organizací a firem
G – veřejné knihovny a školní knihovny
Číselná část sigly slouží jako identifikační číslo jednotlivých institucí. Skládá se z trojmístného čísla od 001 do 999.
Čísla od 001 do 499 označují knihovny se sídlem v okresním městě.
Čísla od 500 do 999 označují knihovny se sídlem v ostatních místech okresu.

## Příklady
- ABA013 = Národní technická knihovna: AB = okres Praha, A = ústřední knihovna, 013 = knihovna se sídlem v okresním městě
- BOD017 = Masarykova univerzita – Lékařská fakulta – Anatomický ústav – knihovna: BO = okres Brno, D = vysokoškolská knihovna, 017 = knihovna se sídlem v okresním městě
- KAG503 = Městská knihovna Havířov: KA = okres Karviná, G = veřejná knihovna, 503 = knihovna se sídlem mimo okresní město